# Výstaviště Záhřeb
Výstaviště Záhřeb (chorvatsky Zagrebački velesajam) je komplex výstavních pavilonů v Záhřebu v Chorvatsku. Stejný název nese i společnost, která areál provozuje. Záhřebské výstaviště je hlavním místem konání výstav a veletrhů v Záhřebu. Každoročně se zde koná více než 25 specializovaných akcí, kterých se účastní více než 6 000 účastníků z 50 zemí. Kromě veletrhů slouží některé budovy také pro účely kongresové turistiky, resp. jako kongresové centrum.
Výstaviště bylo postaveno v druhé polovině 50. let 20. století v lokalitě dnešního Nového Záhřebu jako jeden z prvních objektů rodícího se sídliště. O umístění rozhodl v roce 1953 primátor chorvatské metropole, Većeslav Holjevac. Otevřeno bylo veletrhem (velesajam, stejný název jako samotný areál). Slavnostního aktu se účastnil Josip Broz Tito a jeho součástí bylo i první televizní vysílání v tehdejší Jugoslávii.
Během evropské migrační krize v roce 2015, kdy do Chorvatska přišlo více než 39 000 migrantů z Blízkého východu, jižní Asie a Afriky, sloužilo výstaviště jako přijímací středisko, kde bylo ubytováno přes 1 200 migrantů.